# 갈비찜

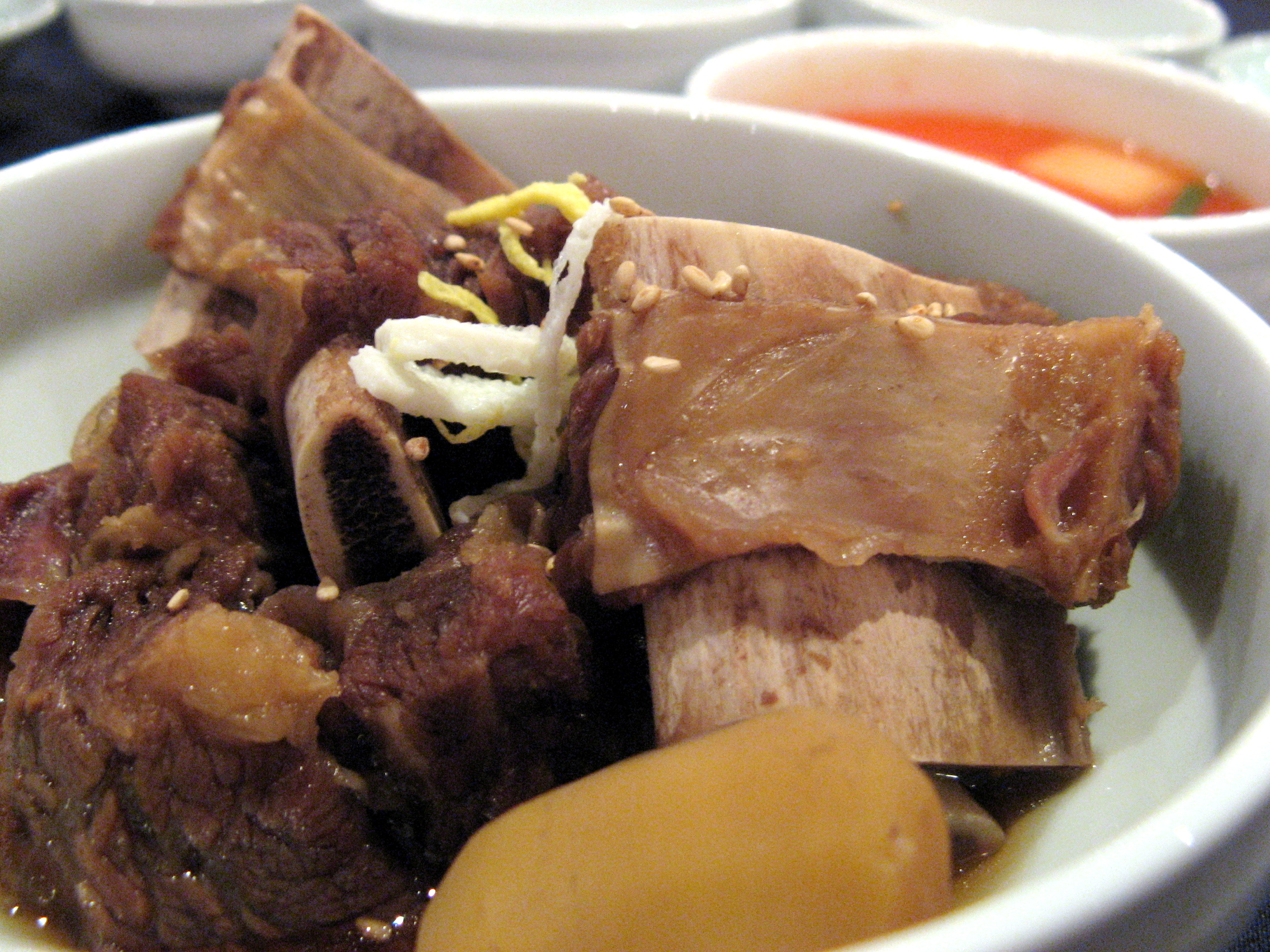
갈비찜

갈비찜은 갈비에 양념과 간을 하여 국물을 붓고 쪄서 만든 찜류의 음식이다. 과거엔 갈비라고 하면 일반적인 늑골을 의미했으며, 식용으로 사용하는 소의 늑골을 따로 분류하여 '가리'라고 불렀다. 이에 따라 소의 늑골로 만든 갈비찜을 가리찜이라고도 하였으나 1989년 한글 맞춤법이 수정됨에 따라 가리는 비표준어가 되었으며, 갈비라는 용어로 통일되었다. 갈비찜은 일반적으로 소와 돼지의 갈비로 만든다. 돼지의 갈비로 만든 갈비찜은 돼지갈비찜이라고 하며, 소의 갈비로 만들었으면 소갈비찜이라고 부른다.
갈비찜의 재료로 선호하는 것은 송아지의 갈비인데 왜냐하면 송아지의 갈비가 더 부드럽고 맛있기 때문이다. 한국에서 갈비는 소의 다른 어떤 부위보다 비싸며, 따라서 갈비찜은 고가의 음식에 속한다. 주로 잔칫상이나 명절에 많이 먹는다.
갈비는 매우 지방이 많은 조직이므로 조리할 때 지방을 적절하게 제거해 주어야 한다. 조리하기 전 가장 먼저 해야할 일은 갈비를 물에 한 두시간 담가 핏물을 빼는 일이다.
- 한국 요리

## 같이 보기
- 한국 요리